# 검은 종마
검은 종마(The Black Stallion)는 미국에서 제작된 캐럴 발라드 감독의 1979년 모험, 가족 영화이다. 동명의 1941년 클래식 아동 소설에 기반을 둔다. 켈리 레노 등이 주연으로 출연하였고 프레드 루스 등이 제작에 참여하였다.

## 출연

### 주연
- 켈리 레노
- 미키 루니
- 테리 가

### 조연
- 클라렌스 뮤즈
- 호이트 악스톤
- 마이클 히긴스
- 에드 맥나마라
- 도프미 라비
- 존 버튼
- 크리스틴 비가드
- 파우스토 토지

## 제작진
- 원작자: 월터 팔리